# Mitar Ergelaš
Mitar Ergelaš (en serbe : Митар Ергелаш), né le 5 août 2002 à Ruma en Serbie, est un footballeur serbe. Il joue au poste d'ailier droit au FK Čukarički.

## Biographie

### En club
Né à Ruma en Serbie, Mitar Ergelaš est formé au FK Vojvodina avant de poursuivre sa formation au FK Čukarički, qu'il rejoint en 2017.
Il joue son premier match en professionnel le 6 juin 2020, lors d'une rencontre de championnat face au FK Inđija. Il entre en jeu à la place de Petar Mićin (en) et son équipe est battue par un but à zéro.
Le 23 juin 2022, Mitar Ergelaš est prêté au FK Novi Pazar afin de gagner en temps de jeu.
Le 18 juillet 2023, Ergelaš prolonge son contrat avec le FK Čukarički jusqu'en juin 2025. Il voit dans la foulée son prêt au FK Novi Pazar être prolongé d'une saison.

### En sélection
Mitar Ergelaš commence à jouer en sélection avec l'équipe de Serbie des moins de 16 ans, faisant deux apparitions en 2016.
Ergelaš joue son premier match avec l'équipe de Serbie espoirs le 24 mars 2023, lors d'un match amical contre l'Italie. Il entre en jeu et son équipe s'incline par deux buts à zéro. 